# Undertext (budskap)
Undertext kallas outtalade underliggande budskap och information i yttranden och litterära texter med mera. Man brukar prata om vad som finns ”mellan raderna” och förmågan att uppfatta detta som att ”läsa mellan raderna”.
Ett känt exempel är gangster-citatet från filmen Gudfadern:
”Jag ska ge honom ett erbjudande han inte kan tacka nej till” (engelska: ”I'm going to make him an offer he can't refuse”)
Undertexten är här ett hot som ingen rimlig person skulle sätta sig emot, alltså att erbjudandet är att personen ska underkasta sig och samarbeta eller betala orimliga konsekvenser.
I vanligt umgänge med människor säger man oftast inte rakt ut allt det man menar, utan lämnar luckor för lyssnaren att själv fylla i eller tolka. Ibland säger man vad mottagaren vill höra, ibland lindar man in sin åsikt i andra ord, ibland motiverar man en ståndpunkt med argument som låter "bättre" eller "finare" än det verkliga skälet till åsikten i fråga. Detta kan givetvis leda till missförstånd.
När man skriver dialog för film eller teater är undertexten viktig. Skådespelarens jobb är att även få fram undertexten så att åskådaren förstår att till exempel personen som pratar om sin kärlek till havet i själva verket vill ha sex. Görs undertexten bra, tänker inte åskådaren på att undertexten finns där.